# Enrico Falck (1828-1878)
Enrico Falck (Cernay, 13 dicembre 1828 – Laorca, 4 settembre 1878) è stato un imprenditore e ingegnere francese naturalizzato italiano.
Figlio di Georges Henri Falck, pioniere della siderurgia europea, Enrico Falck concluse gli studi di ingegneria meccanica a Mulhouse. Su sollecitazione del padre si avvicinò alla siderurgia. Nel 1850 venne chiamato dal padre nell'azienda Badoni a Castello, per sovraintendere alla realizzazione dei forni a riverbero alimentati a torba. Dal 1853 al 1856, Enrico Falck approfondì le sue conoscenze siderurgiche visitando e lavorando presso i moderni stabilimenti in Francia. Tornato in Italia, sposa, nel 1863, Irene Rubini, erede delle omonime ferriere a Dongo. Lo stesso anno Falck diventa direttore degli stabilimenti di Dongo, gli stessi impianti a cui aveva collaborato il padre anni prima. Nel 1866, nasce il figlio, Giorgio Enrico Falck, che quarant'anni più tardi fonderà l'azienda familiare.
Nel decennio 1863-1873, durante la direzione di Enrico Falck, la società di Dongo, pur essendo tra le aziende gestite in modo migliore, visse una non facile crisi: gli impianti obsoleti dovevano fornire prodotti siderurgici in competizione con quelli dei paesi che potevano disporre di grandi quantità di coke per la produzione di ghisa. Il contributo di Falck alla ripresa aziendale era soprattutto rivolto alle attività di trasformazione della ghisa e alle attività di lavorazione di ferro e acciaio: migliorò il treno lamiere che lui stesso aveva contribuito a progettare e costruire e studiò la possibilità di installare un forno Siemens, ma il progetto fu abbandonato perché nel frattempo Enrico Falck aveva lasciato la società, ritornando ad un'attività imprenditoriale propria.
Dopo il 1873 insieme ad altri soci creò la Società del laminatoio di Malavedo, presso Lecco. Grazie agli ammodernamenti nelle tecniche produttive, la produzione annua del laminatoio arrivò a punte di 1.500 tonnellate. Ma la nuova esperienza imprenditoriale del Falck ebbe una durata molto breve; Enrico Falck morì a Laorca (una frazione di Lecco) il 4 settembre 1878 a soli cinquant'anni.